# Cooperativa Gate Hill
Gate Hill Cooperative o Cooperativa de Gate Hill, també coneguda com The Land, és una colònia d'artistes experimentals i una comunitat intencional situada a Stony Point, al comtat de Rockland, Nova York. Sovint es considera una extensió del Black Mountain College a l'oest de Carolina del Nord.

## Comunitat fundadora
La Gate Hill Cooperative va ser fundada el 1953 pels antics estudiants del Black Mountain College (BMC) Paul i Vera Williams. La seva inspiració va provenir de la publicació del dramaturg i crític Paul Goodman, Communitas: Means of Livelihood and Ways of Life, i de la seva docència quan va exercir com a professor al BMC Summer Institute el 1950.
El grup que va formar la base immediata de la Gate Hill Cooperative incloïa els instructors de la BMC Karen Karnes, David Weinrib, John Cage, David Tudor i el poeta i ceramista MC Richards, les idees del qual sobre la vida en comunitat també van ser un catalitzador important per a la creació de la cooperativa. Entre els artistes, compositors, cineastes, coreògrafs, poetes i ceramistes que es van traslladar més tard a la Gate Hill Cooperative hi havia l'exalumne de la BMC Stan VanDerBeek. Entre les persones que es van unir a la comunitat sense una associació prèvia amb la BMC hi havia Sari Dienes i el muralista d'esmalt Paul Hultberg i la seva dona Ethel Hultberg. Tot i que no eren antics alumnes de la BMC, els Hultberg estaven ben integrats a l'escena artística de Nova York, més tard coneguda com a l'⁣Escola de Nova York, i eren amics personals propers dels artistes més cèlebres del seu temps, com ara Willem de Kooning i la seva dona Elaine de Kooning, Jasper Johns i Robert Rauschenberg, i els escultors John Chamberlain i Marc di Suvero, entre altres líders del que es considerava l'avantguarda de l'època. L'Escola de Nova York incorporava no només pintors i escultors, sinó que entre els seus amics i companys, els Hultberg també es relacionaven amb músics, poetes, autors, ballarins, grups de teatre i activistes polítics.
Els fundadors Paul i Vera Williams van viure a la Gate Hill Cooperative fins al seu divorci el 1970. La ceramista Karen Karnes s'hi va quedar durant vint-i-cinc anys, fins a finals dels anys setanta, proporcionant a la comunitat una font clau d'ingressos a través de les vendes de les seves ceràmiques. De la seva comunitat original, el compositor experimental David Tudor va ser el que va romandre més temps a The Land, treballant des del seu estudi fins al 1995.

## Connexió amb l'avantguarda del segle XX
Tot i que la comunitat privilegiava un estil de vida rural i rústic amb èmfasi en la vida familiar, també estava vinculada a l'avantguarda internacional i a l'escena artística experimental de la ciutat de Nova York de finals dels anys cinquanta i principis dels seixanta. Rebia visitants freqüents de Nova York i es va convertir en la seu d'esdeveniments organitzats i ad hoc associats amb Fluxus, Happenings, Judson Dance Theater, Expanded Cinema i moviments intermèdia i altres fomentats per la col·laboració creativa interdisciplinària i transitòria.
El poeta Robert Duncan, que havia estat un dels últims membres del professorat que quedaven al Black Mountain College abans del seu tancament el 1957, va ser crític amb l'escena avantguardista de Nova York, però va veure Gate Hill com una excepció positiva. Va escriure a James Broughton durant una visita el juny de 1956 que el temps que va passar amb MC Richards i John Cage allà "inspira els fragments d'art que em queden per a aquests climes".
La Gate Hill Cooperative va atreure una atenció significativa de la premsa i un augment de visitants el 1966 a causa de la presentació de l'estructura prototip de Stan VanDerBeek per al seu Movie-Drome, un entorn audiovisual immersiu construït utilitzant la part superior d'una sitja de gra. El Movie-Drome va obtenir cobertura mediàtica nacional a Newsweek, Film Culture i Village Voice, i el Lincoln Center va patrocinar un recorregut en autobús per visitar-lo, atraient visitants com Shirley Clarke, Ed Emshwiller, Agnes Varda, Andy Warhol i Annette Michelson. La historiadora de l'art Gloria Sutton afirmà que els visitants van rebre "un mapa dibuixat a mà que va circular per VanDerBeek... amb l'extrem nord de Manhattan com a últim senyal discernible".
L'obra d'art expressionista abstracte del membre fundador de Gate Hill Coop, Paul Hultberg, va ser considerada pionera- Els seus murals van ser comparats favorablement pels crítics amb els dels seus contemporanis, els pintors expressionistes abstractes Jackson Pollock, Franz Kline i Clyfford Still. L'obra de Hultberg va ser inclosa a l'exposició seminal de 1969 Objects:USA, una exposició innovadora, considerada un punt d'inflexió en la història del moviment americà d'artesania d'estudi. La contribució de Hultberg a l'exposició, titulada Johnson Together, va rebre una col·lecció de dues pàgines en color al catàleg que l'acompanyava. Va ser un dels pocs objectes de l'exposició que la Johnson Company va conservar com a part de la seva col·lecció permanent, on actualment es troba a la seu de Johnson Wax, dissenyada per Frank Loyd Wright. Va ser cedit al Racine Museum of Art per a la seva exposició del 50è aniversari, OBJECTS REDUX: 50 Years After OBJECTS:USA Defined American Craft. Una peça d'època complementària de Paul Hultberg, titulada Little Johnson, va ser exposada a Nova York per R & Company per a la seva exposició OBJECTS USA 2024. L'obra de Hultberg es va incloure al seu catàleg.
Altres visitants que van contribuir a l'atmosfera artística experimental durant la dècada del 1960 van ser els compositors Karlheinz Stockhausen, Pierre Boulez i Morton Feldman; els artistes Jasper Johns, Richard Lippold i Robert Rauschenberg⁣; el ceramista Peter Voulkos⁣; i Judith Malina i Julian Beck, de The Living Theatre. El ballarí i ceramista Paulus Berensohn va afirmar que visitar la Gate Hill Cooperative i veure l'obra de Karen Karnes va ser un moment crucial en la seva carrera artística.